# Mèo châu Á
Mèo châu Á, còn được gọi là Mèo Malayan, là một giống mèo tương tự như Mèo Miến Điện nhưng khác nhau ở chỗ chúng có nhiều màu sắc cũng như kiểu lông khác nhau. Mèo lông dài châu Á của tất cả các giống được gọi là Mèo Tiffany. Mèo châu Á được chia vào nhóm mèo nước ngoài tại các buổi biểu diễn mèo (cat show).

## Ngoại hình
Mèo châu Á là một con mèo có kích thước trung bình, với một cơ thể nhỏ gọn và vạm vỡ, không có chất béo. Nó có một bộ ngực rộng và tròn,\ và đôi chân thon thả. Đuôi thẳng, có chiều dài trung bình. Đầu tròn đẹp và không có phần nào bằng phẳng, do đó phần đầu là điểm nổi bật trong hồ sơ của giống mèo này. Điều này mang lại cho mèo châu Á một khuôn mặt đầy đặn. Đôi mắt chúng tròn và rộng, có màu vàng.

## Bộ lông
Bộ lông ngắn của mèo châu Á rất đẹp, mượt và bóng. Loài này chủ yếu là giống mèo trong đó mỗi con mèo chỉ có một màu nhất định. Mèo lông ngắn châu Á được phân loại theo bốn loại khác nhau: Mèo chính gốc Châu Á (bao gồm Mèo Bombay, là một giống mèo đen chính gốc châu Á), các mèo mướp châu Á, mèo màu khói châu Á và Mèo Burmilla.

## Tính cách
Mèo châu Á rất trìu mến và đáng yêu, giống như người anh em cùng nguồn gốc của nó, mèo Miến Điện. Chúng tỏ ra khá tò mò và thích khám phá ngôi nhà. Mèo châu Á có ý chí mạnh mẽ. Chúng thường thích đi du lịch trong một chuồng mèo. Mèo châu Á phát ra âm thanh lớn và có tiếng nói rất lớn. Chủ sở hữu nên lưu ý rằng những con mèo này đòi hỏi chủ sở hữu chú ý đến chúng, tương tác với chúng, và luôn ôm và giữ chúng thường xuyên. Hành vi này khá giống với mèo Miến Điện. Mèo châu Á là một động vật hòa đồng với những người quen thuộc, nhưng đôi khi cũng hòa đồng với người lạ. Chúng giống như những con mèo thường chui vào lòng chủ, đầy vui tươi và tràn đầy năng lượng cho cuộc sống.